# Australische Squashnationalmannschaft
Die australische Squashnationalmannschaft ist die Gesamtheit der Kader des australischen Squashverbandes Squash Australia. In ihm finden sich australische Sportler wieder, die ihr Land sowohl in Einzel- als auch in Teamwettbewerben national und international im Squashsport repräsentieren.

## Historie

### Herren
Australien nahm seit der erstmaligen Austragung 1967 im heimischen Melbourne bei jeder Weltmeisterschaft teil. Die ersten vier Austragungen 1967, 1969, 1971 und  1973 gewann die Mannschaft jeweils ohne eine einzige Niederlage. 1976 erlitt die Mannschaft ihre ersten beiden Niederlagen und schloss das Turnier auf dem dritten Rang ab. Zwei Jahre später blieb nur der fünfte Rang. Bei den darauffolgenden fünf Weltmeisterschaften erreichte Australien immer mindestens das Halbfinale. Einmal wurde der vierte Platz belegt, dreimal der dritte und  1981 der zweite Platz. In den Jahren  1989 und  1991 gewann Australien den fünften und sechsten WM-Titel, beide Male ohne Niederlage. Die Mannschaft bestand jeweils aus Chris Dittmar, Brett Martin, Rodney Martin und Chris Robertson. Eine weitere Titelverteidigung 1993 gelang indes nicht, Australien unterlag im Finale. Neben den Martin-Brüdern gehörten Rodney Eyles und Tristan Nancarrow zum Kader. Es folgten drei Endrunden, bei denen die Mannschaft jeweils das Halbfinale erreichte.
Erst  2001 in Melbourne überstand Australien wieder die Vorschlussrunde und gewann letztlich, erneut unbesiegt, seinen siebten Titel. Die Mannschaft bestand aus David Palmer, Paul Price, Stewart Boswell und John Williams. 2003 verteidigte Australien ohne Niederlage seinen Titel und gewann zum mittlerweile achten Mal das Turnier. Neben David Palmer und Paul Price spielten Anthony Ricketts und Joseph Kneipp. Bei der Weltmeisterschaft 2005 platzierte sich Australien erstmals seit 30 Jahren nicht unter den besten vier Mannschaften und schloss das Turnier auf Rang fünf ab. 2007 folgte die bis heute letzte Finalteilnahme, die Mannschaft um David Palmer, Stewart Boswell, Cameron Pilley und Scott Arnold unterlag im Endspiel England mit 1:2. Bei den drei nachfolgenden Endrunden erreichte Australien stets das Halbfinale, kam aber nicht über dieses hinaus.

## Letzter WM-Kader
Bei der letzten Weltmeisterschaft 2023 bestand die australische Mannschaft aus den folgenden Spielern:
| Rang | Name             | Geburtsdatum       | WRL | Einsätze | Siege | Niederlagen |
| ---- | ---------------- | ------------------ | --- | -------- | ----- | ----------- |
| 1.   | Joseph White     | 28. September 1997 | 93  | 5        | −     | 5           |
| 2.   | Rhys Dowling     | 25. März 1995      | 166 | 3        | 2     | 1           |
| 3.   | Nicholas Calvert | 24. August 1999    | 171 | 1        | −     | 1           |
| 4.   | Dylan Molinaro   | 8. März 2002       | 202 | 6        | 2     | 4           |

## Bilanz
| Herren |                    |                    |                  |                  |                  |
| Jahr   | Austragungsort     | Runde              | Platzierung      | Siege            | Niederlagen      |
| 1967   | Melbourne          | Weltmeister        | 1.               | 5                | 0                |
| 1969   | Birmingham         | Weltmeister        | 1.               | 5                | 0                |
| 1971   | Palmerston North   | Weltmeister        | 1.               | 6                | 0                |
| 1973   | Johannesburg       | Weltmeister        | 1.               | 4                | 0                |
| 1976   | Birmingham         | Gruppenphase       | 3.               | 4                | 2                |
| 1977   | Toronto            | Gruppenphase       | 5.               | 3                | 4                |
| 1979   | Brisbane           | Halbfinale         | 3.               | 6                | 2                |
| 1981   | Stockholm          | Finale             | 2.               | 6                | 1                |
| 1983   | Auckland           | Halbfinale         | 3.               | 7                | 2                |
| 1985   | Kairo              | Halbfinale         | 3.               | 7                | 2                |
| 1987   | London             | Halbfinale         | 4.               | 6                | 2                |
| 1989   | Singapur           | Weltmeister        | 1.               | 8                | 0                |
| 1991   | Helsinki           | Weltmeister        | 1.               | 5                | 0                |
| 1993   | Karatschi          | Finale             | 2.               | 4                | 1                |
| 1995   | Kairo              | Halbfinale         | 4.               | 4                | 2                |
| 1997   | Petaling Jaya      | Halbfinale         | 3.               | 5                | 1                |
| 1999   | Kairo              | Halbfinale         | 4.               | 4                | 2                |
| 2001   | Melbourne          | Weltmeister        | 1.               | 7                | 0                |
| 2003   | Wien               | Weltmeister        | 1.               | 7                | 0                |
| 2005   | Islamabad          | Viertelfinale      | 5.               | 5                | 1                |
| 2007   | Chennai            | Finale             | 2.               | 5                | 1                |
| 2009   | Odense             | Halbfinale         | 3.               | 5                | 1                |
| 2011   | Paderborn          | Halbfinale         | 3.               | 6                | 1                |
| 2013   | Mülhausen          | Halbfinale         | 4.               | 4                | 2                |
| 2015   | Kairo              | keine Austragung   | keine Austragung | keine Austragung | keine Austragung |
| 2017   | Marseille          | Halbfinale         | 3.               | 4                | 1                |
| 2019   | Washington, D.C.   | Achtelfinale       | 10.              | 3                | 3                |
| 2023   | Tauranga           | Achtelfinale       | 12.              | 2                | 4                |
| Gesamt | 27 / 27 Teilnahmen | 27 / 27 Teilnahmen | 8 Titel          | 137              | 35               |